# Небесний диск із Небри
51°17′02″ пн. ш. 11°31′12″ сх. д. / 51.283888888889° пн. ш. 11.52° сх. д.
Небе́сний диск із Небри — бронзовий диск діаметром 31-32 см, вагою близько 2 кг, покритий патиною кольору аквамарину, з вставками із золота, які зображують Сонце, Місяць і 32 зірки, в тому числі скупчення Плеяд; а також відрізки лінії горизонту на момент зимового сонцестояння. За даними спектрального аналізу вік диска дорівнює 3600 років, археологічно він належить до Унетицької культури Центральної Європи (бл. XVII ст. до н. е.). Диск вважається видатною археологічною знахідкою минулого століття.

## Знахідка
В червні 1999 два шукачі-аматори, 32- та 39-річний чоловіки займалися «пошуком скарбів» в лісах Саксонії-Ангальт, озброївшись магнітними металошукачами. Після того як датчик показав наявність в землі металу, шукачі почали бити затверділу породу кувалдою, через що диск отримав деякі пошкодження. Після цього знахідка побувала в руках декількох торгівців та скупників краденого, поки швейцарська поліція не затримала перепродавців разом із знахідкою  в лютому 2002 в одному з готелів Базеля. Цінний предмет був переданий за місцем походження — до археологічного музею при університеті міста Галле, а мисливці за старожитностями засуджені до кількох місяців тюремного ув'язнення.

Знахідка диска викликала безліч суперечок в науковому середовищі. Звістку про виявлення доісторичного небесного диска було спершу скептично сприйнято археологами, особливо в Німеччині. Попервах багато хто вважав його за підробку. З приводу патини Петер Шауер із Регенсбурзького університету зауважив: 
«Якщо ви помочитесь на шматок бронзи і закопаєте його на пару тижнів, то отримаєте таку саму патину».
 Проведена пізніше мікрофотографія корозійних кристалів підтвердила давній вік знахідки, і нині більшість вчених приймає диск як справжній артефакт.
В ході судового розгляду продавці диска показали, що він був в 1999 році знайдений ними за допомогою металошукача в містечку Небра (земля Саксонія-Ангальт, 60 км на захід від Лейпцига). З того ж поховання вони витягли два бронзові мечі, два топірця, долото, а також фрагменти спіралеподібних браслетів. В ході розкопок у Небрі археологи, дійсно, виявили сліди присутності бронзи. З'ясувалося також, що ґрунт з місця розкопок у точності відповідає тому, сліди якого були знайдені на диску.

## Атрибуція

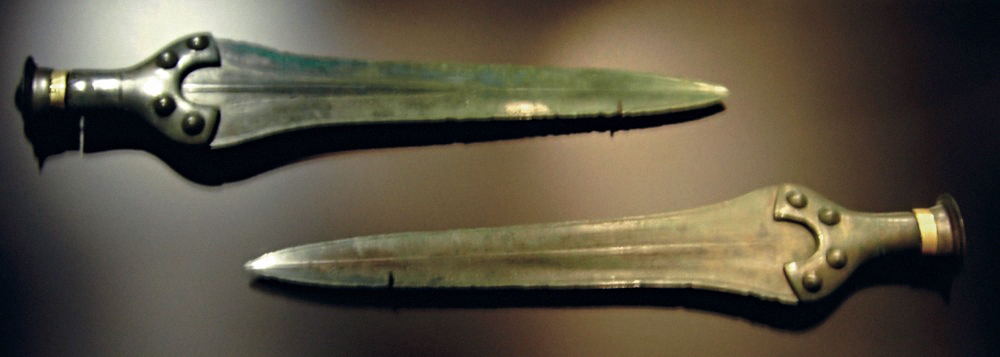
Виявлені разом із диском мечі

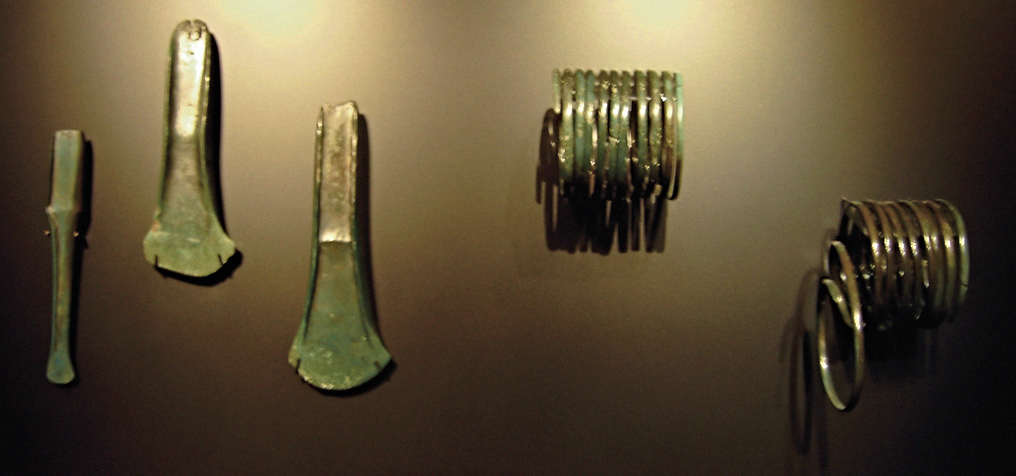
Інші предмети, виявлені разом із диском

Дослідження виставлених на продаж разом із диском бронзових предметів дозволило віднести їх до Унетицької культури. Радіовуглецевий аналіз шматочка береста, взятого з одного з мечів, вказує на поховання предметів у 1600–1560 рр. до н. е. При цьому слід мати на увазі, що до поховання небесний диск, ймовірно, використовувався кількома поколіннями місцевих жителів. Рентгенівський аналіз диска показав, що мідь, яка пішла на його виготовлення, видобуто у Штирії, а золото — в Карпатах.
Предмети були виявлені в лісі, який був населений ще в епоху неоліту, про що свідчать близько тисячі виявлених поховань. Місце виявлення предметів перебувало на обгородженій в давнину вершині 252-метрового пагорба. Повторне дослідження ділянки привело археологів до висновку, що городище було влаштовано таким чином, що кожного сонцестояння Сонце опускалося прямо за Брокеном — найвищою точкою Гарца. Це дозволило зв'язати диск з такими доісторичними «обсерваторіями», як Стоунхендж і набагато давнішим Гозекським колом, що розташоване неподалік.

## Значення
Якщо припустити, що диск використовувався для вимірювання кута між точками сходу і заходу сонця під час сонцестоянь, його слід визнати найдавнішим переносним пристроєм для такого роду вимірювань. На астрономічну функцію диска вказує додавання з правого і лівого краю дугоподібних пластин, виготовлених із золота іншого походження, ніж знаки Сонця, Місяця і зірок. Дуги описують кут у 82 градуси, що відповідає куту між положенням сонця під час літнього та зимового сонцестояння на широті Небри. При накладенні цих пластин дві зірки виявилися прихованими під ними, а одну зірку довелося перенести в бік. Нині ліву пластину втрачено.
Деякий час по тому до нижньої частини диска було прикріплено ще одну дугоподібну золоту вставку, щодо значення якої немає ясності. Це зображення тлумачиться як сонячний човен (із численними поперечними подряпинами, що символізують весла), Чумацький шлях або веселку. Крім того, до моменту поховання диска на його колі було просвердлено 39-40 отворів діаметром близько 3 мм кожний.

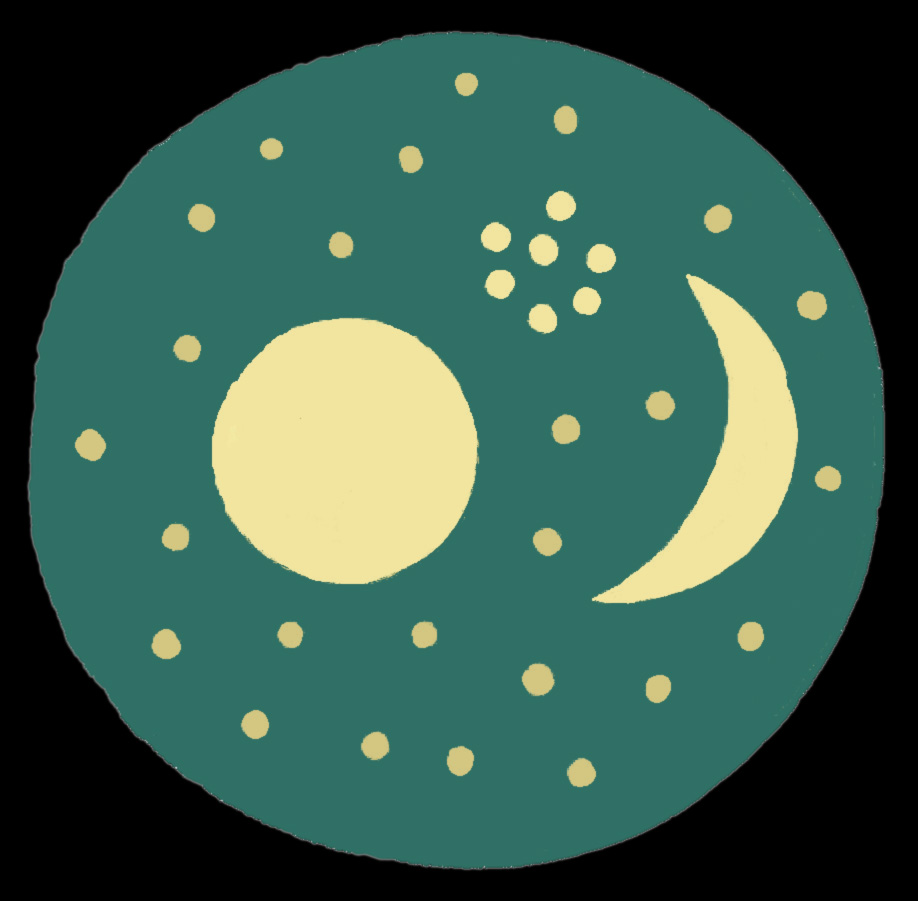
1) Зліва - Сонце, праворуч - Місяць. За площею диска розподілені 32 зірки, включаючи Плеяди
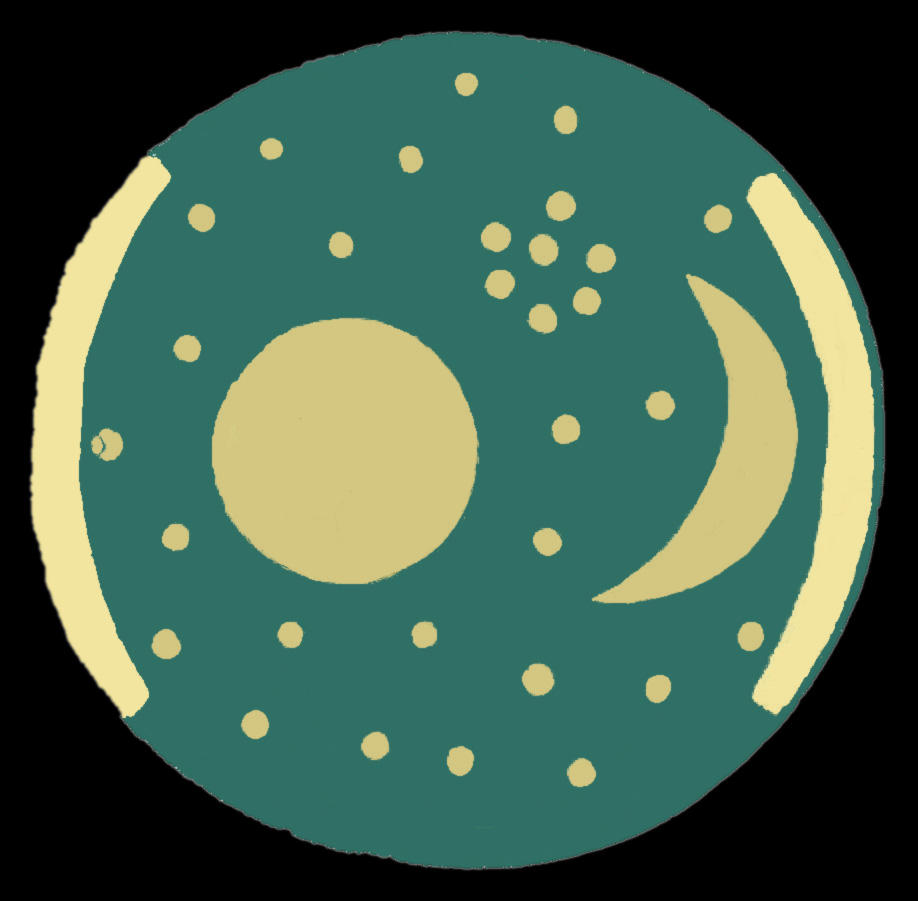
2) Додавання дугоподібних пластин, що позначають схід та захід сонця
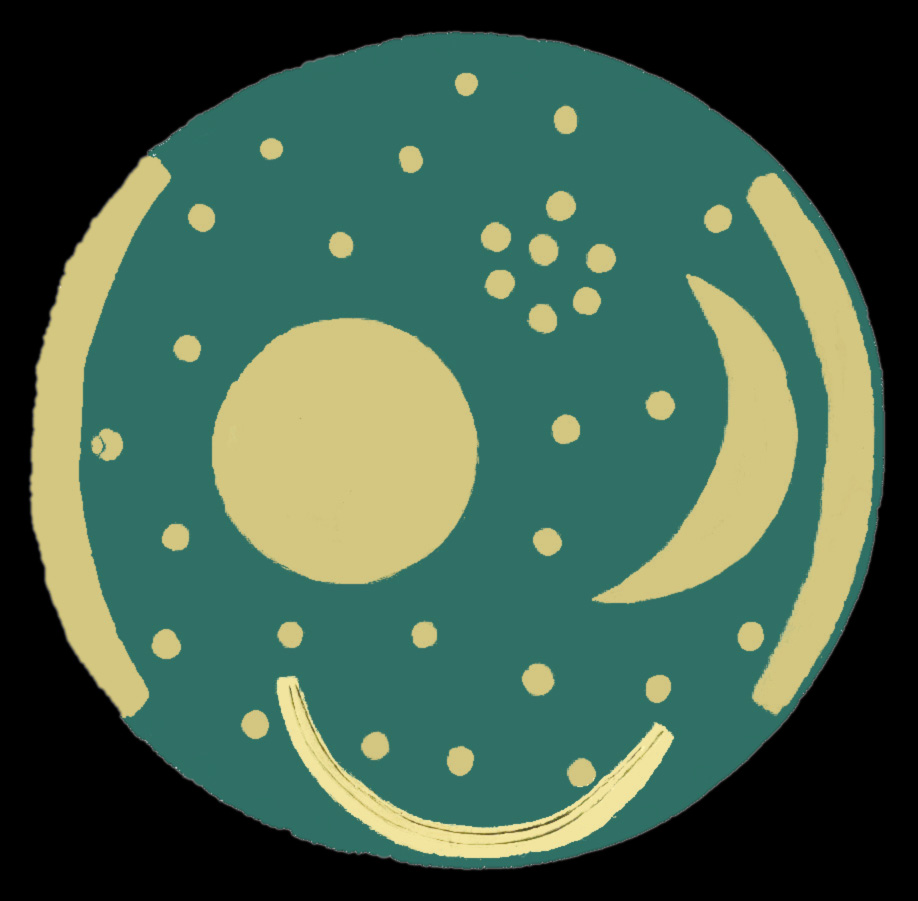
3) Додавання сонячного човна
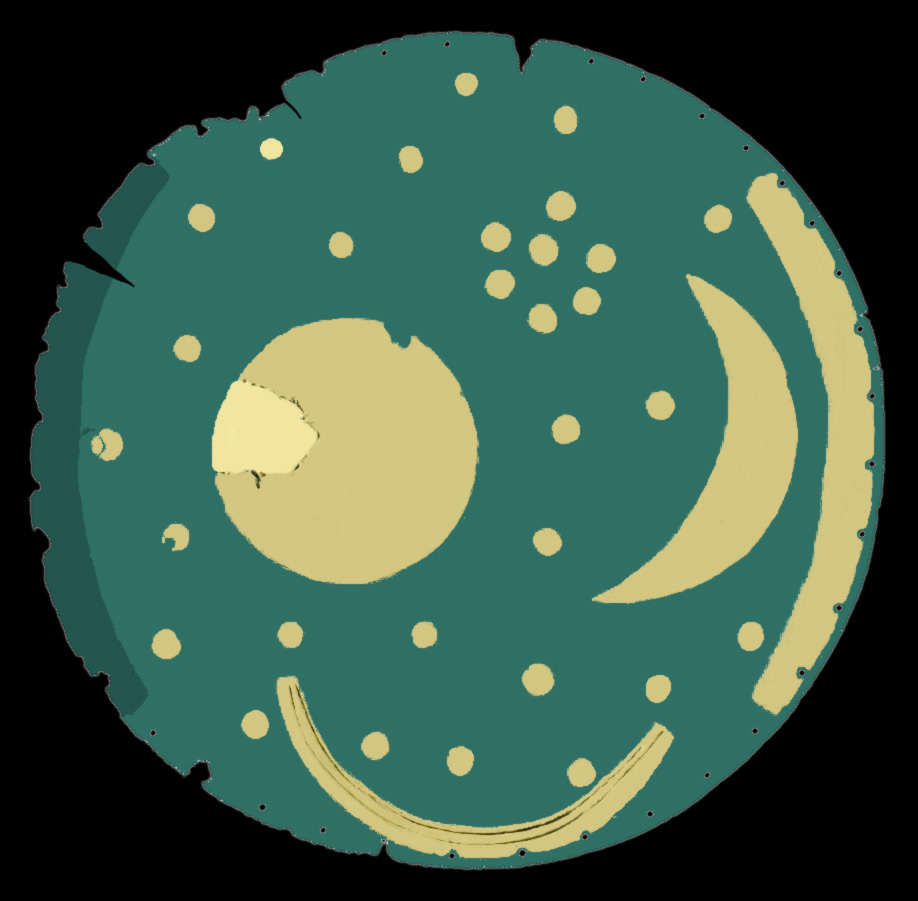
4) Стан диска після реставрації

## Правові колізії
Диск із Небри опинився в центрі кількох судових тяганин, після того як земля Саксонія-Ангальт зареєструвала його як торгову марку. 2003 року представники держави виграли позов проти міста Кверфурта, який використовував зображення диска на своїх сувенірах. 2006 року почався новий розгляд, цього разу за фактом нанесення візерунка, що нагадує диск, на обкладинки книг із серії, що випускається видавничими будинками Piper і Heyne.
Суду належить визначити, наскільки припустима реєстрація як торгової марки такого значного твору мистецтва. Представники відповідача вказують на те, що публікація диска сталася 3500 років тому і тому його зображення є суспільним надбанням, у той час, як представники влади відносять першу публікацію об'єкта до 2002 року і наполягають на тому, що його зображення повинне охоронятися авторським правом протягом 25 років, тобто до 2027 року.

## Виставка

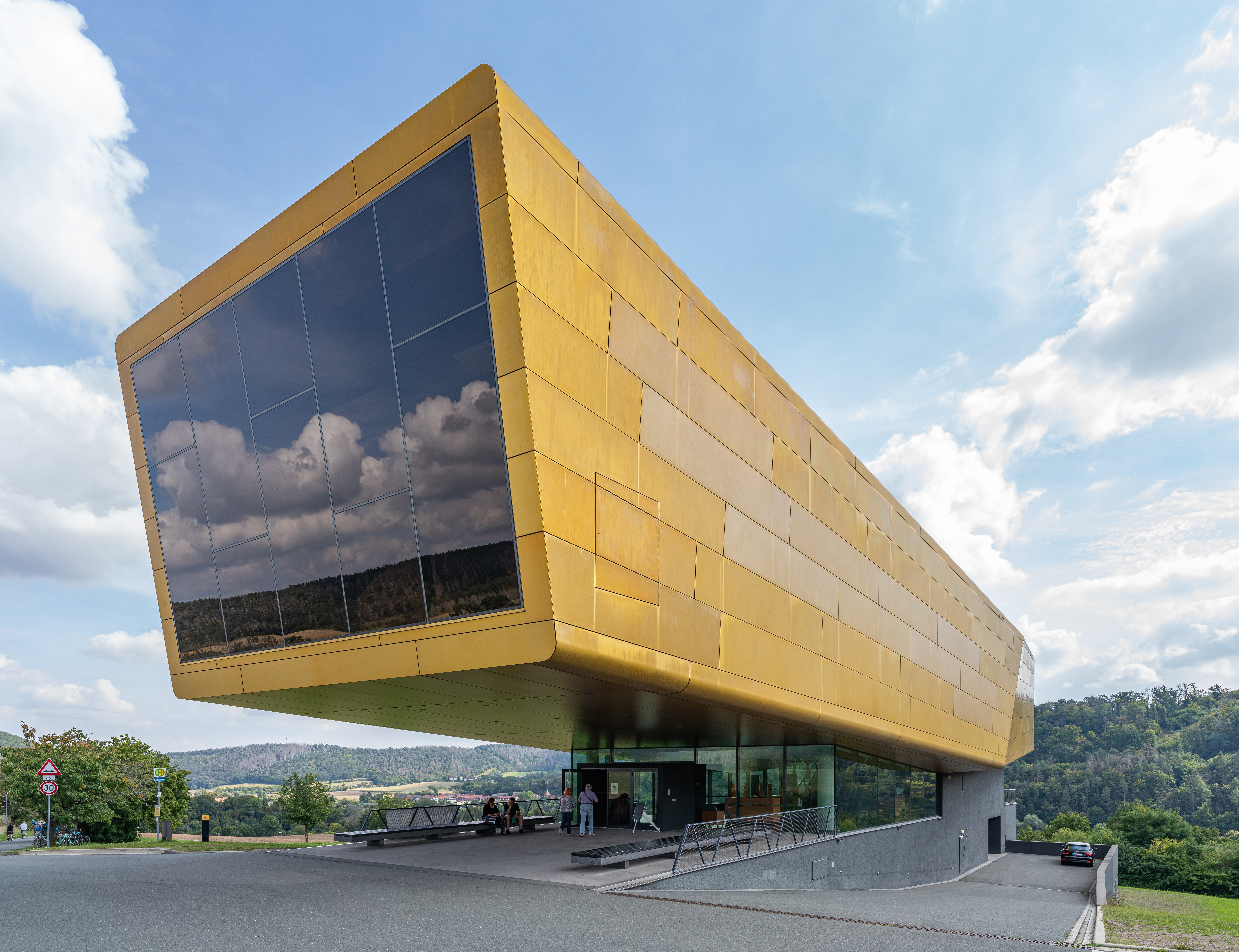
Присвячена диску експозиція в Небрі

З жовтня 2004 по лютий 2007 рр. диск із Небри, поряд із трундхольмським возом і ще 1600 предметами бронзової доби, брав участь у виставці «Ковані небеса», яка експонувалася в Галле, Копенгагені, Відні, Мангеймі і Базелі. Хоча нині диск перебуває в Галле, у червні 2007 року в Небрі з метою залучення туристів був відкритий мультимедійний центр, присвячений унікальній археологічній знахідці.

## Виноски
1. ↑  http://www.lda-lsa.de/en/nebra_sky_disc/dating/
2. 1 2 3  https://www.unesco.org/en/memory-world/nebra-sky-disc
3. ↑  Der SPIEGEL: Інформація про кримінальний процес над «шукачами»
4. ↑  За німецькими законами така «аматорська археологія» зветься «грабіжницькими розкопками» (нім. Raubgrabung) і вважається протизаконною діяльністю

## Фільмографія
- "Геніальна геометрія. Сліди таємничих предків "(англ. Genius and Geometry. Traces of Our Enigmatic Ancestors) — документальний фільм, знятий Роналдом Вауганом в 2010 р.